# شارلق (گلی‌داغ)
شارلق یک روستا در ایران است که در بخش گلی‌داغ شهرستان مراوه‌تپه در استان گلستان واقع شده‌است.

## جمعیت
این روستا در دهستان گلی‌داغ قرار دارد و براساس سرشماری مرکز آمار ایران در سال ۱۳۸۵، جمعیت آن ۴۴۲ نفر (۷۵ خانوار) بوده‌است.